# Miyadiella podophthalmus
Miyadiella podophthalmus är en kräftdjursart som först beskrevs av William Stimpson 1860.  Miyadiella podophthalmus ingår i släktet Miyadiella och familjen Penaeidae. Inga underarter finns listade i Catalogue of Life.